# Psammocora nierstraszi
Espèce
Synonymes
- Psammocora (Plesioseris) nierstraszi Van der Horst, 1921[1]
- Psammocora vaughani Yabe & Sugiyama, 1936[1]
- Psammocora verrilli Vaughan, 1907[1]

Statut de conservation UICN

 LC  : Préoccupation mineure
Statut CITES
Psammocora nierstraszi  est une espèce de coraux de la famille des Psammocoridae.

## Taxonomie
Le World Register of Marine Species, qui a un temps considéré ce taxon comme invalide, le reconnait désormais comme espèce à part entière.

## Publication originale
- van der Horst, 1921 : The Madreporaria of the Siboga expedition: 2. Madreporaria Fungida. Siboga-Expeditie, vol. 16b (en).